# Étude randomisée en double aveugle

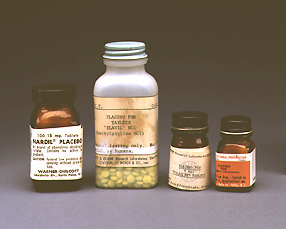
Flacons de placebo, utilisés notamment pour les groupes contrôles dans les études en double aveugle en médecine.

L'étude randomisée (avec répartition aléatoire)  en double aveugle (ou à double insu) est une démarche expérimentale utilisée en recherche dans des disciplines telles que la médecine, les sciences sociales et la psychologie, les sciences naturelles comme la physique et la biologie.
En pharmacie, elle est utilisée dans le développement de nouveaux médicaments et pour évaluer l'efficacité d'une démarche ou d'un traitement. Par exemple, durant l'étude sur un médicament, ni le patient ni le prescripteur ne savent si le patient utilise le médicament actif ou le placebo. Le rôle de ce protocole, relativement lourd à mettre en place, est de réduire l'influence sur la ou les variables mesurées que pourrait avoir la connaissance d'une information à la fois sur le patient (premier « aveugle ») et sur le médecin (deuxième « aveugle »). C'est la base de la médecine fondée sur les faits.
La procédure dite en « triple aveugle » ou « triple insu », où le troisième « aveugle » est le chercheur qui opère le traitement statistique des données. Bien que moins courante, cette démarche offre un niveau de preuve encore amélioré.

## Histoire
L'utilisation des statistiques pour montrer l'efficacité d'un traitement remonte au XIXe siècle : le physicien Pierre-Charles Alexandre Louis (1787-1872) montre que le traitement de la pneumonie par des sangsues n'est pas bénéfique mais délétère.
Les premières études en « simple aveugle », le patient ignorant s'il reçoit le vrai traitement ou un placebo, apparaissent dès la fin du XIXe siècle pour invalider la théorie du magnétisme animal développé par Franz-Anton Mesmer, ainsi que d'autres techniques « magnétiques ». Armand Trousseau (1801-1867) invente les premières pilules placebos, faites à base de mie de pain et démontre leur équivalence au niveau efficacité avec les médicaments homéopathiques.

## Description: l'exemple de la recherche médicale
Un défi inhérent à la recherche médicale réside dans l'impossibilité de manipuler un seul paramètre tout en maintenant les autres constants. La dynamique complexe du vivant est caractérisée par un équilibre délicat entre divers facteurs, et la modification d'un paramètre peut induire des adaptations interdépendantes dans l'organisme, régulant ainsi son homéostasie. Un défi supplémentaire réside dans la variabilité des réponses individuelles, qui peuvent être sensibles aux conditions temporelles et contextuelles. Certaines conditions médicales peuvent présenter des résolutions spontanées, tandis que la réponse aux traitements peut différer considérablement d'un individu à l'autre. Par ailleurs, l'administration de certains traitements peut parfois engendrer des effets bénéfiques indépendants de la substance thérapeutique proprement dite (effet placebo) ou négatifs (effet nocebo) même si le traitement lui-même est sans effet.
Comme il est impossible de s'affranchir de la diversité humaine, il faut la prendre en compte dans l'étude. Les promoteurs de l'étude prévoient donc deux groupes de patients, l'un prenant un traitement contenant le principe actif (le médicament), l'autre prenant un placebo (traitement sans principe actif, présenté généralement sous la même forme galénique). La répartition principe actif/placebo se fait de manière aléatoire et ni la personne prenant le traitement, ni la personne l'administrant ne savent s'il y a du principe actif (double insu). La levée du voile n'est faite qu'après le traitement statistique.
On ne pourra dire qu'un traitement a de l'effet que si l'on observe une différence statistique significative entre les deux groupes, c'est-à-dire que la probabilité que la différence observée entre les deux traitements soit due uniquement au hasard, est inférieure à un certain seuil fixé. En médecine, ce seuil est très souvent fixé à 5 %.

## Traitement statistique
L'étude d'échantillons significatifs est indispensable pour écarter les biais statistiques potentiels et obtenir des résultats fiables.

### Cas binaire
Plaçons-nous dans un cas « binaire » : la personne guérit ou ne guérit pas. Nous avons donc deux groupes, le groupe « m » qui a reçu le médicament et le groupe « p » qui a reçu le placebo.

#### Groupes de taille identique
On supposera que chaque groupe comprend n personnes (ils sont de même taille).
Dans le groupe « m », le nombre de personnes ayant guéri est Om (O pour « observé »). Dans le groupe « p », le nombre de personnes ayant guéri est Op. Les taux de guérison respectifs pm et pp sont donc :
pm = Om /n
pp = Op /n
Le tableau de résultat est :
|            | Groupe « m » | Groupe « p » |
| ---------- | ------------ | ------------ |
| Guéris     | Om           | Op           |
| Non guéris | n - Om       | n - Op       |

On utilise un test du χ² d'indépendance, ou test du χ² de Pearson : on a  deux hypothèses
- l'hypothèse dite « nulle », H0 : le médicament n'a aucun effet, le taux de guérison est le même dans les deux groupes, l'écart constaté est dû à des fluctuations statistiques ;
- l'hypothèse dite « alternative », H1 : le médicament est efficace, le taux de guérison est supérieur dans le groupe « m » par rapport au groupe « p ».

Selon l'hypothèse nulle, on peut fusionner les deux groupes. On a donc un groupe de 2×n personnes, et un nombre de guérisons égal à Om + Op. Le taux de guérison p0 dans l'hypothèse nulle est donc 
p0 = (Om + Op)/(2×n)
Donc, dans l'hypothèse H0, le nombre de guérisons dans le groupe « m » comme dans le groupe « p » devrait être E (E pour « espéré », ou « expected » en anglais) :
E = p0×n
On devrait donc avoir le tableau suivant.
|            | Groupe « m » | Groupe « p » |
| ---------- | ------------ | ------------ |
| Guéris     | E            | E            |
| Non guéris | n - E        | n - E        |

Le χ² est la somme, pour toutes les cases du tableau, des différences au carré entre la valeur théorique et la valeur observée, divisées par la valeur théorique :
{\displaystyle \chi ^{2}={\frac {(E-O_{\mathrm {m} })^{2}}{E}}+{\frac {(E-O_{\mathrm {p} })^{2}}{E}}+{\frac {(n-E-(n-O_{\mathrm {m} }))^{2}}{E}}+{\frac {(n-E-(n-O_{\mathrm {p} }))^{2}}{E}}}
soit en l'occurrence
{\displaystyle \chi ^{2}={\frac {2\times (E-O_{\mathrm {m} })^{2}+2\times (E-O_{\mathrm {p} })^{2}}{E}}}
Il faut comparer cette valeur à la valeur tabulée, en considérant un risque d'erreur, typiquement 5 %, et le nombre de degrés de liberté, qui est le produit
(nombre de lignes du tableau - 1)×(nombre de colonnes du tableau - 1),
soit 1 degré de liberté ici. On se place dans le cas d'un test bilatéral, c'est-à-dire que l'on cherche juste à savoir si les valeurs sont différentes ou pas, sans préjuger du sens de la différence.
| Erreur admissible (p) | 50 % (p = 0,5) | 10 % (p = 0,1) | 5 % (p = 0,05) | 2,5 % (p = 0,025) | 1 % (p = 0,01) | 0,1 % (p = 0,001) |
| --------------------- | -------------- | -------------- | -------------- | ----------------- | -------------- | ----------------- |
| χ²                    | 0,45           | 2,71           | 3,84           | 5,02              | 6,63           | 10,83             |

Donc, pour un risque d'erreur de 5 % :
- si χ² ≤ 3,84, l'hypothèse H0 est acceptée, on estime que le médicament n'a pas d'effet propre ;
- si χ² > 3,84, l'hypothèse H0 est rejetée, on estime que le médicament a un effet propre (qui peut être bénéfique ou délétère…).

#### Groupes de tailles différentes
On a maintenant un groupe « m » de taille nm avec Om guérisons, et un groupe « p » de taille np avec Op guérisons. Le tableau des valeurs observées est :
|            | Groupe « m » | Groupe « p » |
| ---------- | ------------ | ------------ |
| Guéris     | Om           | Op           |
| Non guéris | nm-Om        | np-Op        |

On a
p0 = (Om + Op)/(nm + np).
Dans l'hypothèse H0, le nombre de guérisons dans le groupe « m » devrait être Em et le nombre de guérisons dans le groupe « p » devrait être Ep :
Em = p0×nm
Ep = p0×np
On devrait donc avoir le tableau suivant.
|            | Groupe « m » | Groupe « p » |
| ---------- | ------------ | ------------ |
| Guéris     | Em           | Ep           |
| Non guéris | nm-Em        | np-Ep        |

Le χ² est :
{\displaystyle \chi ^{2}={\frac {(E_{\mathrm {m} }-O_{\mathrm {m} })^{2}}{E_{\mathrm {m} }}}+{\frac {(E_{\mathrm {p} }-O_{\mathrm {p} })^{2}}{E_{\mathrm {p} }}}+{\frac {(n_{\mathrm {m} }-E_{\mathrm {m} }-(n_{\mathrm {m} }-O_{\mathrm {m} }))^{2}}{E_{\mathrm {m} }}}+{\frac {(n_{\mathrm {p} }-E_{\mathrm {p} }-(n_{\mathrm {p} }-O_{\mathrm {p} }))^{2}}{E_{\mathrm {p} }}}}
soit
{\displaystyle \chi ^{2}=2\times {\frac {(E_{\mathrm {m} }-O_{\mathrm {m} })^{2}}{E_{\mathrm {m} }}}+2\times {\frac {(E_{\mathrm {p} }-O_{\mathrm {p} })^{2}}{E_{\mathrm {p} }}}}.
On compare de même cette valeur à la valeur tabulée pour valider ou invalider l'hypothèse nulle.
Exemple
Le groupe « m » a 98 personnes et 19 ont guéri ; le groupe « p » a 101 personnes et 8 ont guéri. On a donc les tableaux suivants :
|            | Groupe « m » | Groupe « p » |
| ---------- | ------------ | ------------ |
| Guéris     | 19           | 8            |
| Non guéris | 79           | 93           |

La probabilité dans l'hypothèse nulle est
p0 = (19 + 8)/(98 + 101) ≅ 0,136
et les espérances sont
Em ≅ 13,3
Ep ≅ 13,7
le χ² vaut donc
{\displaystyle \chi ^{2}=2\times {\frac {(13,3-19)^{2}}{13,3}}+2\times {\frac {(13,7-8)^{2}}{13,7}}\simeq 9,6}
l'hypothèse nulle est donc rejetée avec un risque d'erreur inférieur à 1 % (p = 0,01), puisque χ² > 6,63 ; on peut estimer que le médicament est efficace.

#### Nombre de sujets nécessaires
Selon la règle classique, les effectifs théoriques Ei doivent être supérieurs ou égaux à 5 (cf. Test du χ² > Conditions du test). Cela signifie qu'il faut au moins vingt personnes, puisque l'on a quatre classes. Il en faut en fait plus puisque les fréquences sont rarement égales à 0,5.
Si p est la probabilité de l'événement auquel on s'intéresse et n la taille de la population étudiée, alors on estime que l'on doit avoir :
n×p ≥  5 et n×(1 - p) ≥  5
puisque (1 - p) est la fréquence de l'événement complémentaire, soit :
n ≥  5/p et n ≥  5/(1 - p)

### Paramètre chiffré
Dans certains cas, l'étude ne classe pas les patients dans des groupes guéris/non-guéris, mais mesure un paramètre chiffrable, par exemple la durée de la maladie (en jours), le taux de telle ou telle substance, la valeur de tel paramètre physiologique (par exemple fraction d'éjection ventriculaire gauche, glycémie, …). Cette quantification — ou numérisation — de la maladie est parfois difficile à faire, par exemple dans le cas de la douleur, de la dépression.
Dans ce cas-là, le paramètre est évalué patient par patient. Il en résulte deux ensembles de valeurs, un pour le groupe « m » et un pour le groupe « p ». Ces ensembles de valeurs sont en général résumés par deux valeurs, la moyenne Ei et l'écart type σi :
- la moyenne représente la tendance générale du groupe i ;
- l'écart type représente l'étalement des valeurs.

La première question à se poser est la loi que suivent les valeurs au sein d'un groupe. La plupart du temps, on estime qu'elles suivent une loi normale, mais il faut penser à le vérifier.
On détermine ensuite les intervalles de confiance : pour chacun des groupes, on détermine les valeurs entre lesquelles la moyenne se situerait avec 95 %, ou 99 % de probabilité, si l'on avait accès à une infinité de patients. On utilise pour cela la loi de Student : l'intervalle de confiance est de la forme
[E - tγni-1·σ ; E + tγni-1·σ]
où tγni-1 est le quantile de la loi de Student pour :
- ni -1 degrés de liberté, ni étant l'effectif du groupe i ;
- γ est lié au niveau de confiance α par la formule suivante :
γ = (1-α)/2.

Pour que l'on puisse distinguer les deux groupes, il faut que les espérances Em et Ep soient suffisamment éloignées pour ne pas figurer dans l'intervalle de confiance de l'autre groupe.
| Effectif (n) | Niveau de confiance (α)   | Niveau de confiance (α)   | Niveau de confiance (α)     | Niveau de confiance (α)     | Niveau de confiance (α)          |
| Effectif (n) | 50 % (α = 0,5 ; γ = 0,25) | 90 % (α = 0,9 ; γ = 0,05) | 95 % (α = 0,95 ; γ = 0,025) | 99 % (α = 0,99 ; γ = 0,005) | 99,9 % (α = 0,999 ; γ = 0,000 5) |
| ------------ | ------------------------- | ------------------------- | --------------------------- | --------------------------- | -------------------------------- |
| 5            | 0,741                     | 2,132                     | 2,776                       | 4,604                       | 8,610                            |
| 10           | 0,703                     | 1,833                     | 2,262                       | 3,250                       | 4,781                            |
| 20           | 0,688                     | 1,729                     | 2,093                       | 2,861                       | 3,883                            |
| 50           | 0,679                     | 1,676                     | 2,009                       | 2,678                       | 3,496                            |
| 100          | 0,677                     | 1,660                     | 1,984                       | 2,626                       | 3,390                            |
| ∞            | 0,674                     | 1,645                     | 1,960                       | 2,576                       | 3,291                            |

Exemple
Dans le groupe placebo, on détermine que la maladie guérit en moyenne en dix jours, avec un écart type de 2 jours. Si le groupe comprend 100 personnes, alors l'intervalle de confiance pour un niveau de confiance de 95 % est de 6–14 jours (10 - 2×1,984 ≅ 6,  10 + 2×1,984 ≅ 14). Si la moyenne de la durée de la maladie avec le groupe médicament est inférieure à 6, on peut alors dire que le médicament est efficace avec un risque de 2,5 % d'erreur (puisque les 5 % de cas résiduels du groupe placebo sont répartis de part et d'autre de la moyenne, il y en a 2,5 % en dessous de 6). Il faudrait que la moyenne du groupe médicament soit inférieure à 3 jours pour être sûr avec 0,5 % d'erreur (10 - 2×3,390 ≅ 3).

### Pertinence du test
Risque alpha : risque de faux négatif.
Risque bêta : puissance du test (sélectivité entre les deux populations).

## Autres champs d'application
Le test en double insu s'applique aussi lorsque l'on veut tester l'efficacité d'un nouveau traitement par rapport à un autre, ce dernier étant alors appelé « traitement de référence » : il s'agit de déterminer si le nouveau traitement proposé est significativement plus efficace que l'ancien.
Le test en double insu est également couramment utilisé en dehors du domaine médical dès lors que l'on souhaite réaliser une étude s'affranchissant des biais de perceptions conscients ou non du sujet testé (préjugés).
C'est notamment le cas lors d'études comparatives en marketing ou pour des tests organoleptiques (mesure de la qualité gustative d'un aliment par un jury).

## Surveillance
Dans le cadre de la recherche biomédicale, une étude en double aveugle peut amener des difficultés dans la détection d'une sous-efficacité du traitement testé par rapport à son comparateur, ou d'une fréquence plus élevée des effets indésirables (l'aveugle empêchant de savoir si un groupe de traitement est significativement différent avant la levée d'insu). Dans des essais cliniques où la surveillance apparaît critique (essais multicentriques multinationaux par exemple, où la surveillance peut être complexe), il peut être décidé de constituer un Comité de Surveillance et de Suivi, indépendant du promoteur, qui examine les données (sans levée d'insu) lors d'analyses intermédiaires.

## Problèmes éthiques
Bien que l'efficacité statistique des études en double aveugle soit établie, leur mise en œuvre soulève des questions éthiques. Lorsqu'elles portent sur des pathologies bénignes ou des traitements dont l'efficacité est incertaine (homéopathie), il n'y a alors pas de problème pour employer des placebos. La situation est différente dans le cas de pathologies lourdes. La distribution de placebos à des patients, même après des études pilotes ayant confirmé l'efficacité d'un traitement, soulève des questions éthiques en termes de respect des principes de la Déclaration d'Helsinki. Dans la plupart des cas, les responsables des études s'appuient sur le consentement éclairé des patients, bien que ces derniers n'aient souvent d'autre choix que d'accepter ou de refuser tout traitement, avec une compréhension limitée de la pertinence ou de l'opportunité des essais auxquels ils sont soumis. 
Le recours à des études en double aveugle, et donc à l'utilisation de placebos, se fait parfois de façon assez automatique, sinon systématique comme dans le cas de la FDA, alors qu'il est parfois possible de comparer l'efficacité de deux traitements, ayant validé la Phase 2 d'une étude clinique, sans employer de groupe de contrôle et de vérifier l'absence de biais de sélection,. Aucune réglementation n'existe en France en 2020, qui permette d'encadrer les avis des comités de protection des personnes.